# AS-202
AS-202 – testowy bezzałogowy lot suborbitalny statku Apollo i jego podsystemów. Próba silnika statku oraz test procedury wejścia modułu dowodzenia w atmosferę pod kontrolą automatycznego systemu sterowania z jeszcze większą prędkością niż podczas poprzedniej próby AS-201.

## Podstawowe dane
- Statek: CSM-11
- Rakieta nośna: SA-202
- Stanowisko startowe: 34
- Start: 17:15:32, 25 sierpnia 1966
- Azymut startu: 105°
- Lot suborbitalny: maksymalna wysokość: 1142,9 km
- Czas trwania misji: 1 godzina 33 minuty
- Wodowanie: 18:48:34, 25 sierpnia 1966[1].

## Statek kosmiczny i rakieta nośna
- Czas dostarczenia elementów:
  - Statek kosmiczny: kwiecień 1966
  - Pierwszy stopień rakiety nośnej (S-IB): luty 1966
  - Drugi stopień rakiety nośnej (S-IVB): styczeń 1966
  - Instrument Unit (IU): luty 1966
- Masa statku kosmicznego: 25 728 kg
- Masa startowa rakiety nośnej: 595 250 kg[1].

## Cele misji
źródło
1. Potwierdzenie integralności i kompatybilności elementów rakiety nośnej.
2. Testy separacji poszczególnych elementów statku i rakiety nośnej.
3. Weryfikacja funkcjonowania systemów rakiety nośnej i statku kosmicznego.
4. Ocena funkcjonowania osłony termicznej podczas wejścia w atmosferę z prędkością 8,5 km/s. Moduł miał osiągnąć 8,5 km/s, co było bliskie rzeczywistej prędkości podczas powrotu z wyprawy na Księżyc.
5. Ocena infrastruktury naziemnej i procedur wykorzystywanych podczas startu, lotu i lądowania.

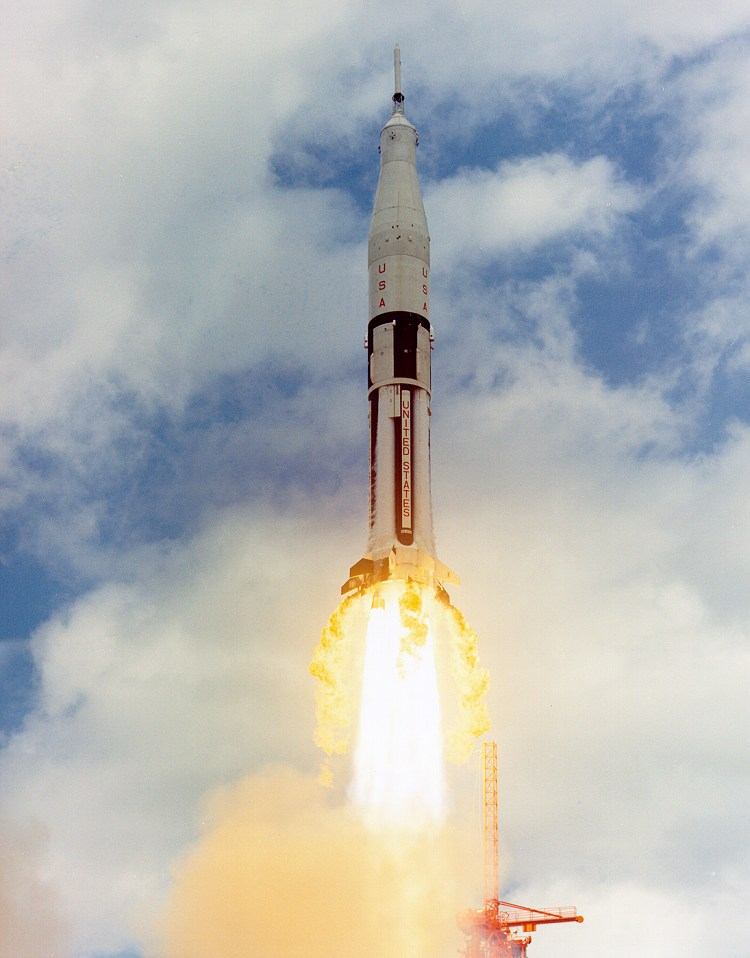
Start misji AS-202

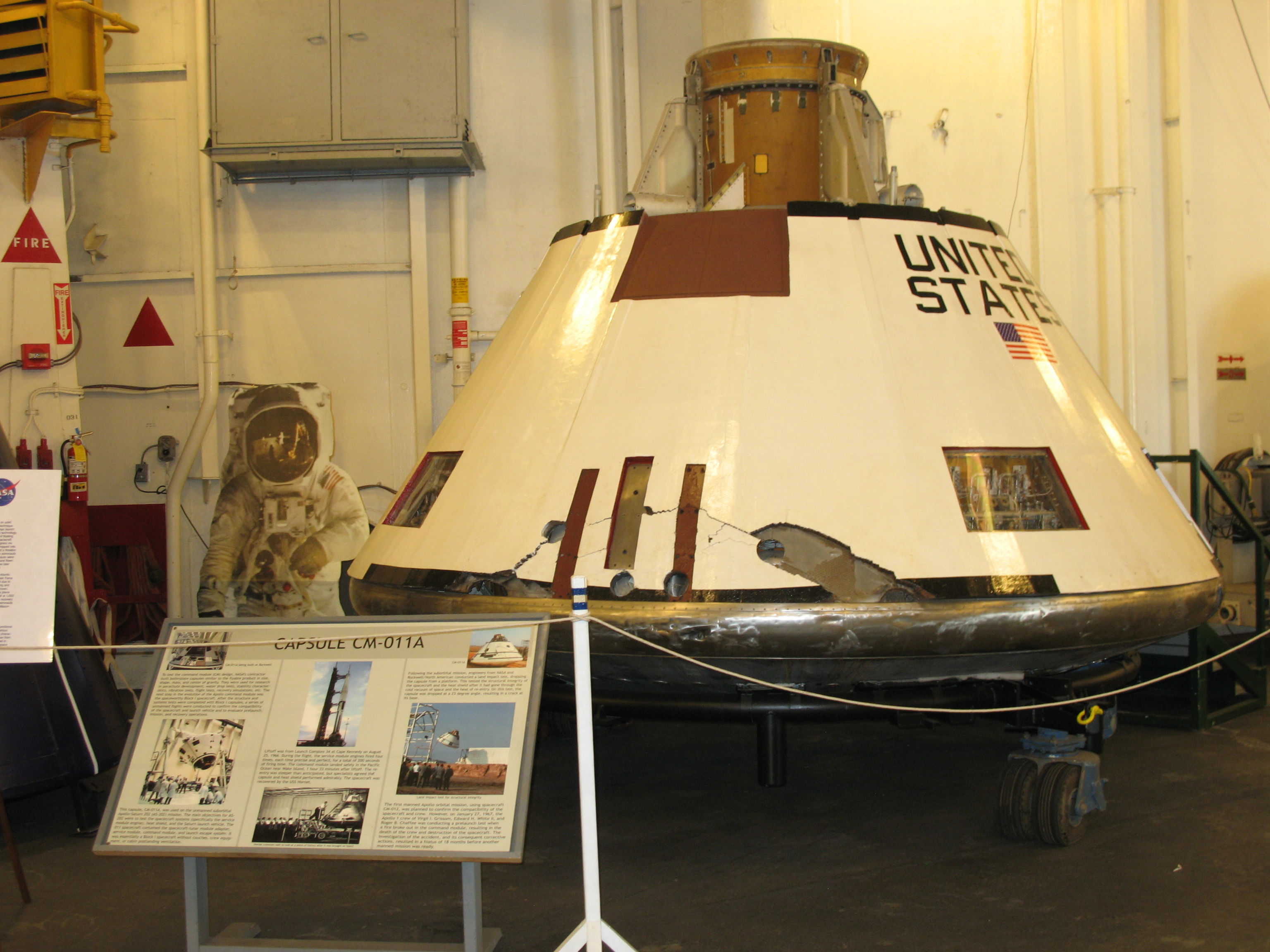
Moduł dowodzenia misji AS-202 na wystawie na lotniskowcu USS „Hornet”

## Przebieg misji
Rakieta SA-202 wystartowała ze stanowiska nr 34 o godzinie 17:15:32 UTC, 25 sierpnia 1966 roku. Był to lot suborbitalny na wysokość 1142,9 km za pomocą S-IVB oraz silnika statku Apollo. Lot trwał godzinę i 33 minuty. Wodowanie o godzinie 18:48:34 25 sierpnia 1966 na Pacyfiku w miejscu o współrzędnych: 16°7′N, 168°54′E, 27 tysięcy kilometrów od miejsca startu. Prędkość statku podczas wejścia w atmosferę wyniosła 8,7 km/s. Kapsuła została podjęta przez okręt ratowniczy, lotniskowiec USS „Hornet” 26 sierpnia 1966 roku o godzinie 03:10 UTC.

## Podsumowanie
- Po raz pierwszy użyto ogniw paliwowych w module serwisowym statku Apollo.
- Pierwsze użycie systemu wykrywania sytuacji awaryjnych (EDS).
- Pierwsze wodowanie kapsuły na Pacyfiku.
- Pierwszy test zintegrowanego systemu łączności pracującego w paśmie S. System używał kilkunastu różnych częstości radiowych w zakresie 2,1018-2,2875 GHz
- Powtórzenie testu przegrody między zbiornikami LOX i ciekłego wodoru w stopniu S-IVB.
- Pierwszy lot statku Apollo wyposażonego w system sterowania i nawigacji.
- Nawiązanie łączności po zaniku sygnału w czasie wejścia w atmosferę, spowodowane jonizacją powietrza wokół CM[1].

Zgodnie z wcześniejszym harmonogramem po AS-202 powinno odbyć się jeszcze kilka lotów (do AS-209). Postanowiono inaczej i na stanowisku startowym stanął pechowy Apollo 1 (AS-204).